# 中福瑞达
中福瑞达安全防护技术有限公司始创于2000年，是从事安全防护技术的研发与生产企业，主要产品为特种玻璃、玻璃膜，其产品部分提供军用。有浙江、北京两个分工不同的运营基地。